# Aquilegia desertorum
Aquilegia desertorum là một loài thực vật có hoa trong họ Mao lương. Loài này được (M.E.Jones) Cockerell ex A.Heller mô tả khoa học đầu tiên năm 1901.

## Hình ảnh

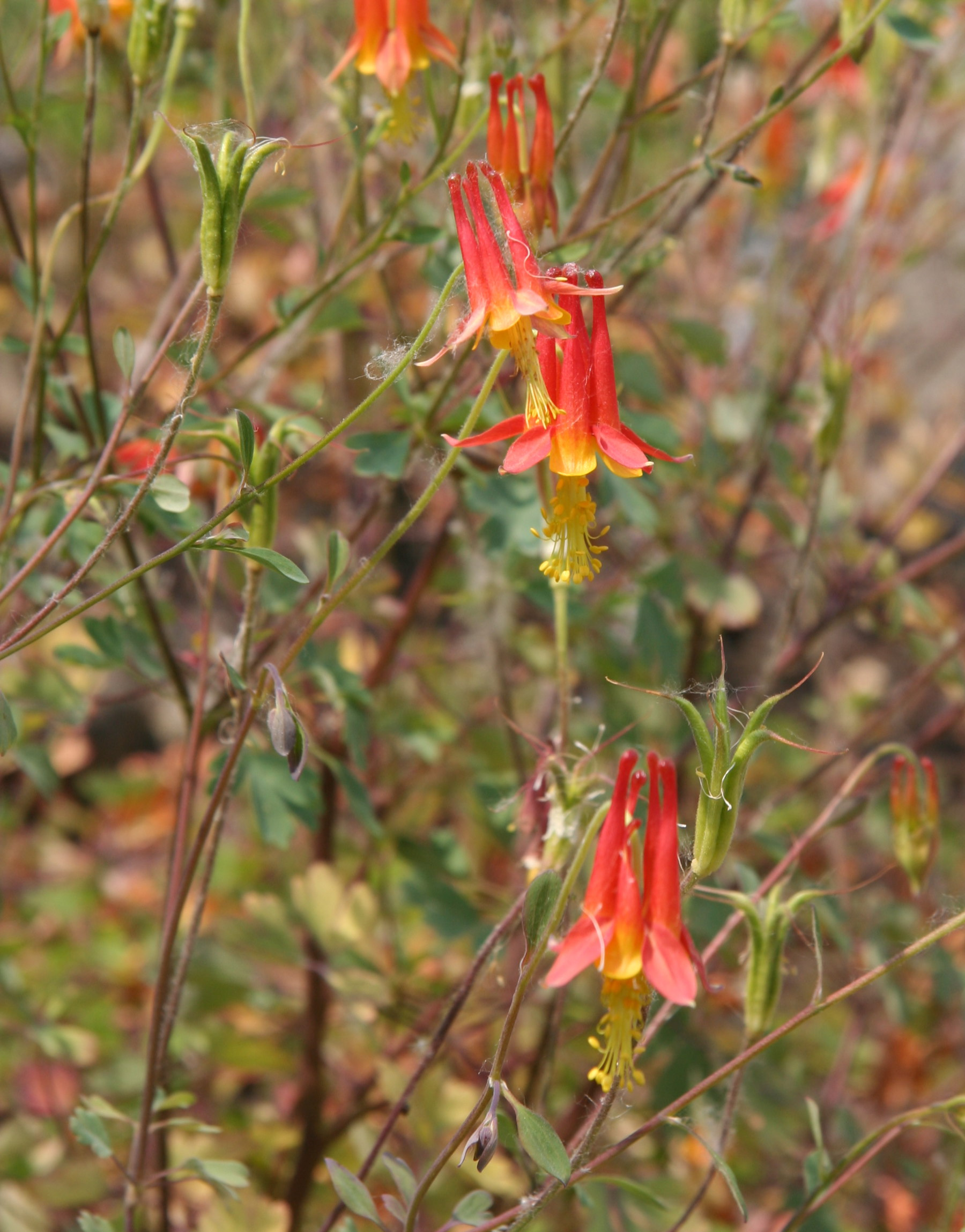